# Archigny

Archigny este o comună în departamentul Vienne, Franța. În 2009 avea o populație de 1,049 de locuitori.